# Hörjong
Město Hörjong (korejsky 회령시 – Hörjŏng si) je město v severokorejské provincii Severní Hamgjong. Leží na severozápadě provincie u čínské hranice, která je zde tvořena řekou Tuman. Na straně Čínské lidové republiky je Hörjongu nejblíže město San-che v okrese Lung-ťing v autonomní prefektuře Jen-pien provincie Ťi-lin.
Přibližně dvanáct kilometrů od města leží koncentrační tábor 22.
Hörjong je známý mimo jiné jako rodiště Kim Čŏngsuk, první manželky Kim Ir-sena.